# Soiuz MS-01
Soiuz MS-01 va ser un vol espacial tripulat de la nau Soiuz a l'Estació Espacial Internacional. El llançament, inicialment previst per al juny de 2016, es va efectuar amb èxit des del Kazakhstan el 7 de juliol de 2016. Va portar tres membres de la tripulació de l'Expedició 48 a l' Estació Espacial Internacional. El Soiuz MS-01 és el vol número 130 d'una nau espacial Soiuz, i el primer amb la nova versió Soiuz MS. La tripulació estava formada per un comandant rus, un enginyer de vol japonès i un enginyer de vol estatunidenc.
El 6 de juny de 2016, el llançament es va reprogramar al juliol de 2016 a causa dels defectes en el sistema de control que podrien afectar l'acoblament a l'EEI. La nau espacial es va acoblar amb èxit el 9 de juliol de 2016 i va tornar a la Terra el 30 d'octubre de 2016.

## Tripulació
| Posició           | Tripulant                                                    | Tripulant                                                    |
| ----------------- | ------------------------------------------------------------ | ------------------------------------------------------------ |
| Comandant         | Anatoli Ivanishin, Roscosmos Expedició 48 Segon vol espacial | Anatoli Ivanishin, Roscosmos Expedició 48 Segon vol espacial |
| Enginyer de vol 1 | Takuya Onishi, JAXA Expedició 48 Primer vol espacial         | Takuya Onishi, JAXA Expedició 48 Primer vol espacial         |
| Enginyer de vol 2 | Kathleen Rubins, NASA Expedició 48 Primer vol espacial       | Kathleen Rubins, NASA Expedició 48 Primer vol espacial       |

### Tripulació de reserva
| Posició           | Tripulant                 | Tripulant                 |
| ----------------- | ------------------------- | ------------------------- |
| Comandant         | Oleg Novitskiy, Roscosmos | Oleg Novitskiy, Roscosmos |
| Enginyer de vol 1 | Thomas Pesquet, ESA       | Thomas Pesquet, ESA       |
| Enginyer de vol 2 | Peggy Whitson, NASA       | Peggy Whitson, NASA       |